# فورد کورس‌ایر

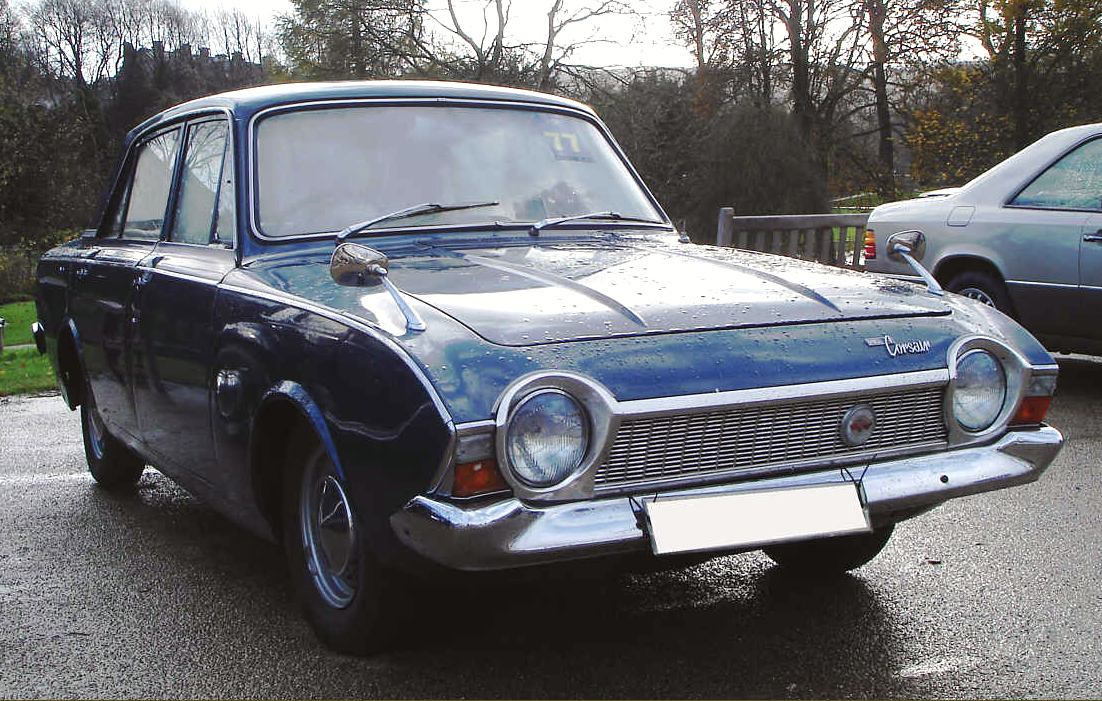

فورد کورس‌ایر (Ford Corsair) خودرویی است که در سال‌های ۱۹۶۴–۱۹۷۰۳۱۰،۰۰۰ made (Australia ۱۹۸۹ ۱۹۹۲)تولید شده‌است. وزن آن در حالت طبیعی ۲٬۱۹۴ پوند (۹۹۵ کیلوگرم) است. 